# اریکسون کارلوس باتیستا دوس سانتوس
اریکسون کارلوس باتیستا دوس سانتوس (انگلیسی: Tiquinho؛ زادهٔ ۲۶ فوریهٔ ۱۹۹۵) بازیکن فوتبال اهل برزیل است.
از باشگاه‌هایی که در آن بازی کرده‌است می‌توان به باشگاه فوتبال ساگامیهارا اشاره کرد.